# La Camorra
Pour les articles homonymes, voir Camorra (homonymie).
Ne doit pas être confondu avec Camorra.
La Camorra est le nom d'une suite en trois mouvements pour ensemble de tango argentin composée par Ástor Piazzolla. Elle a été inspirée par l'organisation criminelle napolitaine Camorra et représente la déclaration compositionnelle la plus ambitieuse de Piazzolla en termes de longueur et de forme musicale à grande échelle, mais pas en termes d'harmonie ou de timbre. Le compositeur faisait référence à l'enregistrement réalisé avec son Quinteto Nuevo Tango (souvent désigné de manière approximative comme son deuxième quintet) en 1988 à New York comme « la plus grande chose que j'ai faite », bien qu'il ne soit pas clair s'il voulait dire en tant que composition ou en tant que performance/enregistrement. La formation pour cet enregistrement était Ástor Piazzolla (bandonéon), Pablo Ziegler (piano), Fernando Suárez Paz (violon), Hector Console (contrebasse) et Horacio Malvicino, Sr. (guitare). Ce sera le dernier enregistrement du Quintet et Piazzolla constituera son dernier ensemble, le Sexteto Nuevo Tango (Sextuor Tango Nuevo), la même année.

« Avec un petit bandonéon triste, Astor Piazzolla a fait entrer le tango dans le XXe siècle en hurlant et en frappant. La Camorra est aussi brutale que le présent et aussi affectueuse que le passé. »

— Andrew Jones,  Montreal Mirror, 10/11/1990

## Enregistrements de l'albumLa Camorra: The solitude of passionate provocation
L'œuvre a été enregistré en mai 1988 sur l'album éponyme, La Camorra: The solitude of passionate provocation (en espagnol : La Camorra: La Soledad de la Provocacion Apasiona), par Astor Piazzolla et son Quinteto. 
1. Soledad	7:50
2. La Camorra I	9:25
3. La Camorra II	7:02
4. La Camorra III	11:03
5. Fugata	3:15
6. Sur: Los Suenos 2:56
7. Sur: Regreso Al Amor 6:22

Cet album AMCL1021, ainsi que deux autres ont été enregistrés avec l'aide du producteur Kip Hanrahan pour le label American Clavé. « Hanrahan, musicien touche-à-tout, producteur, et "facilitateur" comme il se qualifie lui-même a rendu possible ces trois bijoux ciselés avec amour et une précision diabolique par Piazzolla à New York. »

« Note du producteur :
Après la vague d'approbation critique et publique et le gonflement de satisfaction de notre part (les deux n'étant que périphériquement liés) qui ont suivi "Tango: Zero Hour", Malvi et moi avons parié avec Astor qu'il ne pourrait pas proposer une nouvelle musique encore plus belle, plus passionnée et plus complexe (honnête ?) que le Magnus Opum. Sans se laisser impressionner et en relevant le défi (comme toujours), il a créé la suite "La Camorra", qui, à bien des égards, était une pièce encore plus spectaculaire et transcendante que ce que nous avions espéré. Bien que plus mercuriale (comme son créateur) que Tango : Zero Hour, elle a plus que rempli les conditions du pari en traitant de la beauté, de la passion et de la complexité, tout en changeant et en gagnant sans cesse en intensité. Il a également poursuivi, voire accompli, l'inclinaison de Piazzolla dans The Rough Dancer... soulignée par Fernando Gonzalez, jouant avec et contre la forme du tango, faisant des références au tango passé et au tango futur, ainsi qu'au passé et au futur (possible) de Piazzolla lui-même, avec des références directes aux bandonéonistes qui ont influencé sa compréhension de l'instrument et du tango lui-même, tout en les transcendant. Wow ! Pour une raison quelconque, probablement parce qu'elle a été éclipsée par l'attention continue (et justifiée) que l'on accorde toujours à Tango : Zero Hour, ce morceau, et cet enregistrement, que beaucoup d'entre nous qui étaient proches de lui considèrent comme étant peut-être son meilleur enregistrement, la meilleure demi-heure de Piazzolla enregistrée, s'est perdu et n'a jamais reçu la place importante qu'il méritait. Si la fortune a un quelconque sens de l'équilibre, ce disque... Oh, putain, si la fortune avait un sens de l'équilibre, tant de choses seraient différentes. Pas vrai ? »

— Kip Hanrahan